# Burey-la-Côte
Burey-la-Côte – miejscowość i gmina we Francji, w regionie Grand Est, w departamencie Moza.
Według danych na rok 1990 gminę zamieszkiwały 52 osoby, a gęstość zaludnienia wynosiła 12 osób/km² (wśród 2335 gmin Lotaryngii Burey-la-Côte plasuje się na 993. miejscu pod względem liczby ludności, natomiast pod względem powierzchni na miejscu 1070.).